# Pygiopsylloidea
Pygiopsylloidea är en överfamilj av loppor. Pygiopsylloidea ingår i ordningen loppor, klassen egentliga insekter, fylumet leddjur och riket djur. Enligt Catalogue of Life omfattar överfamiljen Pygiopsylloidea 172 arter. 

## Familjer
- Lycopsyllidae
- Pygiopsyllidae
- Stivaliidae